# Велика синагога (Ізяслав)
Велика синагога — пам'ятка юдейської сакральної архітектури, що знаходиться в старій частині міста Ізяслава при вулиці Шолома Алейхема. Це одна з найстаріших культових споруд міста. В минулому виконувала роль головного релігійного, культурного, соціального і організаційного осередку заславського кагалу.
Синагогу збудували в XVII столітті євреї, які оселилися в Заславі. Початково це була мурована з каменю будівля з характерними стрілчатими вікнами. Призначалася виключно для чоловіків. Її південна стіна прилягала безпосередньо до міських мурів, через що була включена в систему міських фортифікацій.
В другій чверті XVII століття в синагозі розпочав свою проповідницьку діяльність видатний єврейський богослов Натан Ганновер.
Під час повстання під проводом Богдана Хмельницького, як повідомляє Натан Ганновер, заславські «костели і синагоги були розорені і перетворені на конюшні».
Реконструйована ймовірно у XVIII столітті під керівництвом архітектора Паоло Фонтана. Встановлено орган.

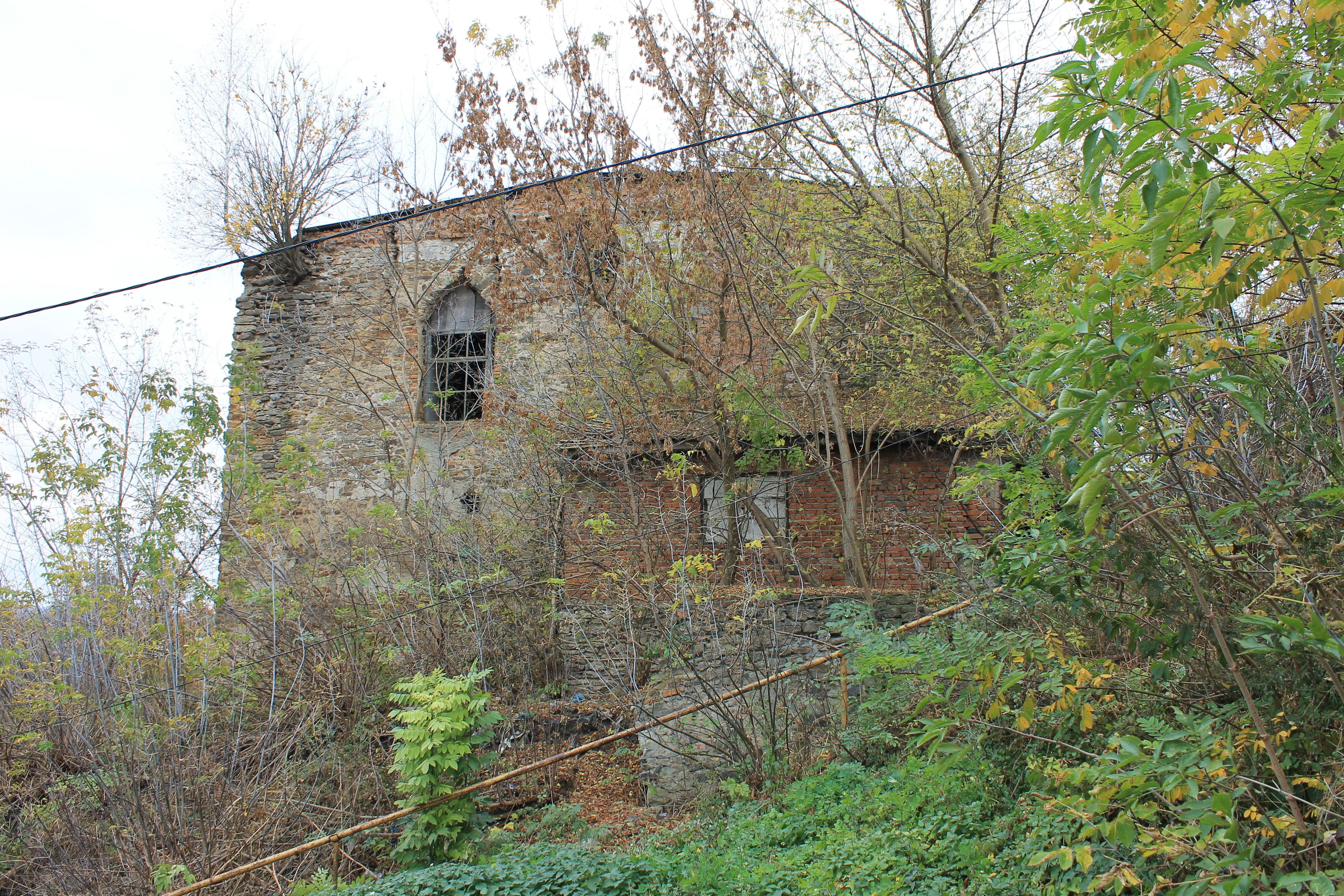
Синагога в аварійному стані, 2014

Велику синагогу неодноразово відвідував гебрейський етнограф Семен Ан-ський, який підтримував тісні взаємини з заславським рабином і записав від нього чимало зразків єврейського фольклору.
В 1924 році синагога потерпіла від пожежі.
1927 року синагогу відвідали і зарисували учасники експедиції Всеукраїнського музею єврейської культури імені Менделе Мойхер-Сфорима.
В другій половині XX століття будівлю пристосували під котельню Фабрики музичних інструментів «Октава». Нині споруда занедбана і не використовується.

## В мережі
Вікісховище має мультимедійні дані за темою: Велика синагога (Ізяслав)
- Натан Ганновер. Пучина бездонная // Еврейские хроники XVII столетия (Эпоха «хмельничины») / Исследование, перевод и комментарии С.Я. Борового. Москва-Иерусалим, 1997. (Первая часть) [Архівовано 16 вересня 2011 у Wayback Machine.] (рос.)
- Ізяслав [Архівовано 4 березня 2016 у Wayback Machine.] - стаття в Російській гебрейській енциклопедії. (рос.)